# Дрімлюга габонський
Дрімлюга габонський (Caprimulgus fossii) — вид дрімлюгоподібних птахів родини дрімлюгових (Caprimulgidae). Мешкає в Африці на південь від екватора.

## Опис

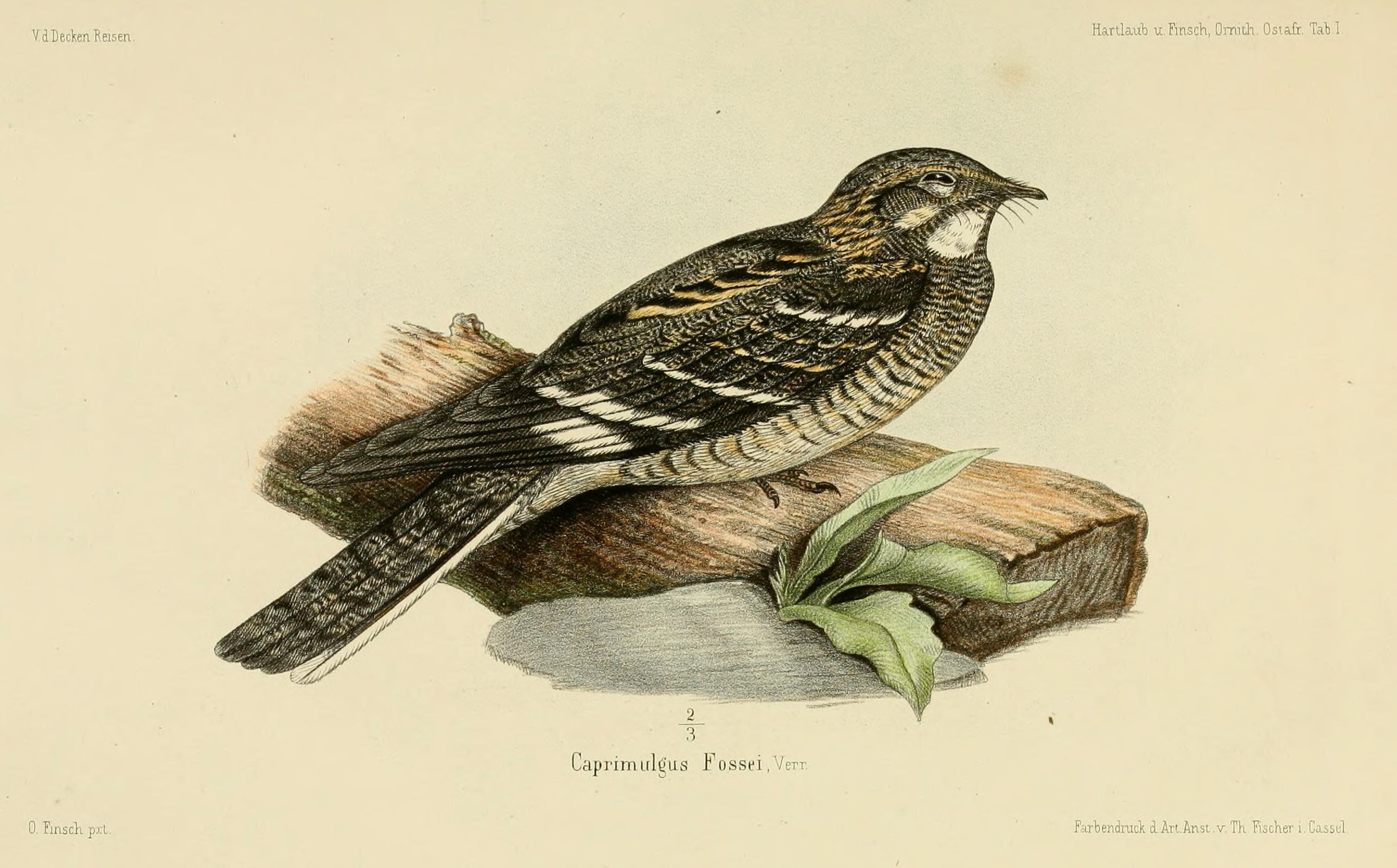
Габонський дрімлюга

Довжина птаха становить 23-24 см, самці важать 54-68 г, самиці 47-77 г. Верхня частина тіла темно-сіро-коричнева, поцяткована білуватими плямами. На горлі з боків білі плями. У самців на крилах білі плями, крайні стернові пера білі.

## Підвиди
Виділяють три підвиди:
- C. f. fossii Hartlaub, 1857 — Габон і південний захід Республіки Конго;
- C. f. welwitschii Barboza du Bocage, 1867 — від південних районів ДР Конго і півночі Намібії до південної Танзанії, східній і південно-східних районів ПАР;
- C. f. griseoplurus Clancey, 1965 — захід Ботсвани і північ ПАР.

## Поширення і екологія
Габонські дрімлюги мешкають в Габоні, Республіці Конго, Демократичній Республіці Конго, Анголі, Замбії, Малаві, Танзанії, Бурунді, Намібії, Ботсвані, Мозамбіку, Зімбабве, Південно-Африканській Республіці і Есватіні. Частина популяцій взимку мігрує на північ, досягаючи Руанди, Уганди і південної Кенії. Вони живуть в саванах, на луках і пасовищах, на болотах. Зустрічаються на висоті до 1850 м над рівнем моря. Живляться комахами, яких ловлять в польоті. Сезон розмноження в Танзанії триває з вересня по грудень, в Малаві і Замбії з вересня по листопад.